# Nix (Schiff)
Die Nix war ein Rad-Aviso der preußischen Marine und das Typschiff der Nix-Klasse. Einziges Schwesterschiff war die Salamander. Benannt war das Schiff nach dem gleichnamigen Wassergeist. 1854 wurde der Aviso in Großbritannien zusammen mit seinem Schwesterschiff gegen die Segelfregatte Thetis getauscht und diente in der Royal Navy als Kanonenboot Recruit unter anderem im Krimkrieg.

## Geschichte
Beide Schiffe waren für den Einsatz in flachen Küstengewässern vorgesehen. Konstrukteur war John Scott Russell, der Erfahrungen im Bau von Dampfkanonenbooten besaß. Beteiligt an der Konstruktion war auch Prinz Adalbert von Preußen. Die deutschen Werften J. W. Klawitter sowie Keier und Devrient legten ebenso Entwürfe vor, konnten sich gegen Russell aber nicht durchsetzen. Die Schiffe waren einschließlich ihrer Besegelung gleichermaßen für die Vor- und Rückwärtsfahrt konstruiert und besaßen einen gleichmäßigen Verlauf der Unterwasserlinien von der Rumpfmitte bis zu Bug und Heck sowie entsprechende Steuerruder an beiden Enden. Dies war als nötig erachtet worden, um in den flachen Gewässern und Häfen der preußischen Küste manövrieren zu können. Die Konstruktion als Doppelendschiff war in technischer Hinsicht aufsehenerregend. Die Geschütze befanden sich auf den Radkästen der Schaufelräder.
Der Bauvertrag mit der Werft Robinson & Russell wurde im März 1850 geschlossen. Da der Bau langsamer voranschritt als gehofft, wurde er im Oktober 1850 zunächst ganz eingestellt, um die Salamander schneller fertigzustellen. Die preußische Marine wollte zumindest einen der Avisos in Dienst stellen können, bevor die winterliche Vereisung ihrer Häfen zu erwarten war. Ab März 1851 konnte die deutsche Besatzung unter Leutnant zur See I. Klasse Schirrmacher Probefahrten mit der Nix unternehmen.
Schon auf der Mitte April begonnenen Überführungsfahrt von London nach Swinemünde traten aufgrund der Unerfahrenheit des preußischen Personals technische Schwierigkeiten auf. So brannte einer der vier Dampfkessel aus, während ein zweiter leckte. Bei Einlaufen in die Oder kam die Nix zudem aufgrund eines Lotsenfehlers fest und musste von der Salamander abgeschleppt werden. Die erlitten Schäden erforderten eine längere Reparatur, sodass die endgültige Indienststellung erst am 29. Juli 1851 erfolgte. Auf der ersten Übungsfahrt nach Danzig war Prinz Adalbert an Bord der Nix anwesend. Ende August folgten Übungen gemeinsam mit der Mercur in der Danziger Bucht. Auf einer zweiten Übungsreise nach Kronstadt befand sich Prinz Carl von Preußen an Bord. Ende September endete die erste Indienststellungsperiode in Stralsund. Die Nix war während dieser Zeit von einigen Unfällen betroffen. So geriet die hölzerne Verkleidung der Schotten mehrfach durch die Hitze der Kesselfeuerungen in Brand.
1852 wurde Nix in Karlskrona überholt und von König Friedrich Wilhelm IV. für Fahrten von Stralsund nach Putbus und Danzig genutzt. Im Mai 1854 kam das Schiff wieder in Dienst, nachdem im Vorjahr keine Indienststellung erfolgte. Am 26. Juni 1854 überführte die Nix die 1. Kompanie des nunmehrigen Seebataillons von Stettin nach Danzig. Während der Sommermonate nutzten erneut Friedrich Wilhelm IV. sowie Prinz Carl das Schiff für eine Fahrt nach Kronstadt. Im Herbst lief die Nix Danzig für eine Reparatur an.

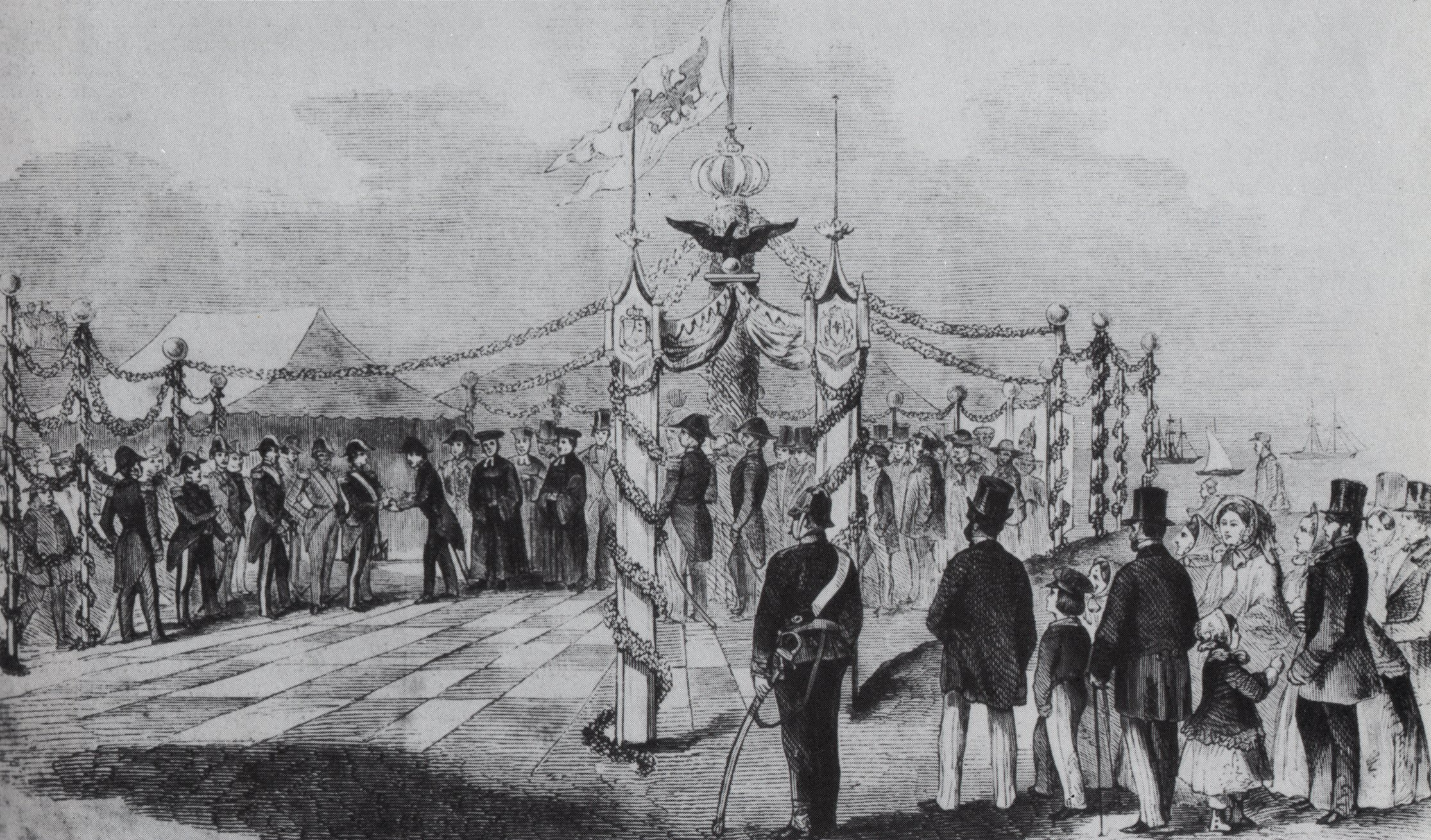
Wilhelmshaven, feierliche Übernahme des Jadegebiets 1854

Aufgrund der negativen Erfahrungen mit Nix und Salamander entschloss sich die Marine zum Tausch der beiden Schiffe gegen die britische Segelfregatte Thetis, da die Segelfregatte Gefion aufgrund einer längeren Reparatur als Schulschiff ausfiel. Andererseits benötigte Großbritannien im Krimkrieg für den Einsatz gegen Russland dringend flachgehende Kanonenboote. Arenhold führte die Unzufriedenheit mit den Raddampfern allerdings auf die „Ungewohnheit“ des preußischen Personals mit Dampfern zurück. Anfang November 1854 liefen beide Schiffe aus Danzig aus und nahmen am 23. November in der Jade an der Übergabefeier des oldenburgischen Jadegebiets an Preußen teil, auf dem später Wilhelmshaven entstand.

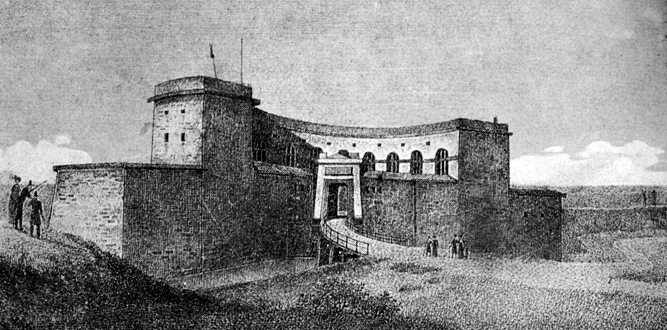
Fort Wilhelm, Bremerhaven, im 19. Jahrhundert

Am 25. November 1854 liefen beide Schiffe zur Kohlenübernahme in die Weser ein. Dabei entstanden Spannungen mit Bremer Behörden und der Besatzung des hannoverschen Fort Wilhelm, da die Avisos von beiden Bundesstaaten als fremde Kriegsschiffe angesehen wurden, die noch dazu nicht angemeldet waren. Schließlich wurde eine Aufenthaltserlaubnis bis zum 1. Dezember erteilt. Als diese Frist aufgrund Eisgangs und stürmischen Wetters nicht eingehalten werden konnte, wurde die gewaltsame Besetzung der Schiffe angedroht, was durch eine Intervention des preußischen Gesandten verhindert wurde.
Am 11. Dezember 1854 liefen beide Schiffe nach England aus, konnten aber aufgrund des stürmischen Wetters erst am 14. die offene Nordsee erreichen und trafen am 19. Dezember in Devonport ein, wo die Schiffe an die Royal Navy übergeben wurden. Nix wurde in Recruit umgetauft und nach einer Überholung ins Mittelmeer und Schwarze Meer entsandt, wo die Recruit im Rahmen des Krimkriegs eingesetzt wurde. Anschließend befand sie sich bis zum Oktober 1861 in Valletta, um dann in Chatham überholt zu werden. Eine weitere Verwendung unterblieb, das Schiff lag bis 1869 vor Sheerness in der Reserve und wurde am 23. September 1869 verkauft.